# 恰乔拉-比纳甘杰
恰乔拉-比纳甘杰（Chachaura-Binaganj），是印度中央邦Guna县的一个城镇。总人口17303（2001年）。

## 人口
该地2001年总人口17303人，其中男性9171人，女性8132人；0—6岁人口2970人，其中男1619人，女1351人；识字率66.76%，其中男性为76.10%，女性为56.22%。